# Medibank International 2007
Das Medibank International 2007 ist der Name eines Tennisturniers der WTA Tour 2007 für Damen sowie eines Tennisturniers der ATP Tour 2007 für Herren, welche zeitgleich vom 7. bis zum 13. Januar 2007 in Sydney stattfinden.